# Роман Анзерський (ігумен)
Роман Анзерський —  російський старець та ігумен, будівник Анзерського скиту, "что на окиане море", на Анзерському острові, скиту при Соловецькому монастирі. На початку 1677 р., коли скит прийшов у занепад, в ньому залишалися тільки старець Роман з деякими із братії, в кількості меншій 12 (згідно зі штатом). 22 серпня 1678 р. Роман з братією били чолом Царю Олексію Михайловичу про те, що "святі церкви стоять без співу і братія помирає від голоду", від чого вони "в кінці гинуть", і просили відновити скит. Клопотання були прийняті, і було приказано "пустині бути", щоби братія жила зі старцем Романом і вибрала би собі будівника", яким було обрано Романа. В жовтні 1680 р., за чолобиттям Романа Царю Олексію Михайловичу про те, щоби Соловецький монастир не дає скиту, як прирахованому до монастиря, грошей, через що "в Анзерській пустині святі церкви і ікони обвітшали і дзвіниця обвалилася, і келії погнили, і побудувати нічим, і від того Анзерській пустині чиниться спустошення", — приказано було Анзерську пустинь забрати з ведення Соловецького монастиря і Роману, таким чином, бути на положенні ігумена. 

## Дивіться теж
- Соловецький монастир
- Анзер